# ライブドアファイナンス
株式会社ライブドアファイナンス（英称:livedoor Finance Co.,Ltd.）は、かつて存在したライブドア傘下の中核金融事業企業。親会社は金融事業の中間持株会社の株式会社ライブドアフィナンシャルホールディングスである。
なお、証券取引法違反容疑で出てくるライブドアファイナンスとは異なる会社である。

## 概要
ライブドアのポータルサイトで、株や為替などの金融情報を提供していたが、2006年11月17日の株主総会で解散を決議、12月15日をもってサービスを終了した。

## 沿革
- 2004年9月22日 - 設立。
- 2007年4月19日 - 東京地方裁判所より特別清算の開始が決定、負債総額は約200億円が見込まれる。
- 2009年3月 - 清算結了。